# Treyarch
Treyarch – studio tworzące gry komputerowe, podległe Activision, założone w 1996 roku przez Petera Akemanna i Doğana Köslü (né Don Likeness), później w 2001 przejęte przez Activision. Firma jest znana z produkcji wielu tytułów z serii Call of Duty, a mianowicie podserii Black Ops. Studio znajduje się w Santa Monica w Kalifornii.

## Gry wyprodukowane przez studio
| Rok  | Tytuł                            | Platformy                                                                |
| ---- | -------------------------------- | ------------------------------------------------------------------------ |
| 1998 | Olympic Hockey '98               | Nintendo 64                                                              |
| 1998 | Die by the Sword                 | Microsoft Windows                                                        |
| 1998 | Die by the Sword: Limb from Limb | Microsoft Windows                                                        |
| 1999 | Triple Play 2000                 | Microsoft Windows, Nintendo 64, PlayStation                              |
| 2000 | Draconus: Cult of the Wyrm       | Dreamcast                                                                |
| 2000 | Triple Play 2001                 | PlayStation                                                              |
| 2001 | Triple Play Baseball             | Microsoft Windows, PlayStation, PlayStation 2                            |
| 2001 | Max Steel: Covert Missions       | Dreamcast                                                                |
| 2001 | Tony Hawk's Pro Skater 2x        | Xbox                                                                     |
| 2002 | NHL 2K2                          | Dreamcast                                                                |
| 2002 | Spider-Man                       | GameCube, PlayStation 2, Xbox                                            |
| 2002 | Kelly Slater's Pro Surfer        | GameCube, PlayStation 2, Xbox                                            |
| 2002 | NHL 2K3                          | GameCube, PlayStation 2, Xbox                                            |
| 2002 | Minority Report: Everybody Runs  | GameCube, PlayStation 2, Xbox                                            |
| 2004 | Spider-Man 2                     | GameCube, PlayStation 2, Xbox                                            |
| 2005 | Ultimate Spider-Man              | GameCube, PlayStation 2, Xbox                                            |
| 2005 | Call of Duty 2: Big Red One      | GameCube, PlayStation 2, Xbox                                            |
| 2006 | Call of Duty 3                   | PlayStation 2, PlayStation 3, Xbox, Xbox 360                             |
| 2007 | Spider-Man 3                     | PlayStation 3, Xbox 360                                                  |
| 2008 | Spider-Man: Web of Shadows       | Microsoft Windows, PlayStation 3, Wii, Xbox 360                          |
| 2008 | 007: Quantum of Solace           | PlayStation 3, Xbox 360                                                  |
| 2008 | Call of Duty: World at War       | Microsoft Windows, PlayStation 3, Wii, Xbox 360                          |
| 2010 | Call of Duty: Black Ops          | Microsoft Windows, PlayStation 3, Wii, Xbox 360                          |
| 2012 | Call of Duty: Black Ops II       | Microsoft Windows, PlayStation 3, Wii U, Xbox 360                        |
| 2015 | Call of Duty: Black Ops III      | Microsoft Windows, PlayStation 4, Xbox One                               |
| 2018 | Call of Duty: Black Ops 4        | Microsoft Windows, PlayStation 4, Xbox One                               |
| 2020 | Call of Duty: Black Ops Cold War | Microsoft Windows, PlayStation 4, Xbox One, PlayStation 5, Xbox Series X |
| 2024 | Call of Duty: Black Ops 6        | Microsoft Windows, PlayStation 4, Xbox One, PlayStation 5, Xbox Series X |